# Harry Rosenbusch
Karl Heinrich Ferdinand Rosenbusch, známější jako Harry Rosenbusch (24. června 1836 Einbeck – 20. ledna 1914 Heidelberg), byl německý geolog. Společně s Ferdinandem Zirkelem je považován za zakladatele moderní petrografie. Harry Rosenbusch zavedl v roce 1891 termín paragneiss.
Po získání doktorátu na Univerzitě Alberta-Ludvíka ve Freiburgu v roce 1869 studoval ještě dva roky klasickou filologii a filosofii. Po ukončení studia krátce pracoval jako domácí učitel v Brazílii. Po návratu do Německa studoval přírodní vědy u R. Bunsena a v roce 1873 odešel do Štrasburku.
V letech 1873 až 1877 byl profesorem petrografie a mineralogie na univerzitě ve Štrasburku a poté na Ruprecht-Karls-Universität v Heidelbergu. Společně s R. Fuessem vyvinul a vyrobil první německý petrografický mikroskop. V roce 1888 se Harry Rosenbusch stal prvním ředitelem Bádenského zemského geologického úřadu.
V roce 1903 byl za svůj přínos geologii londýnskou Geologickou společností vyznamenán Wollastonovou medailí.

## Dílo
- H. Rosenbusch, Mikroskopische Physiographie der petrographisch wichtigen Mineralien: ein Hulfsbuch bei mikroskopischen Gesteinsstudien, 2 voll., Stuttgart:E. Schweizerbart'sche, 1873
- H. Rosenbusch,  Mikroskopische Physiographie der Mineralien und Gesteine: ein Hulfsbuch bei mikroskopischen Gesteinsstudien, 4 voll, Stuttgart: E. Schweizerbart'sche, 1877
- H. Rosenbusch, Elemente der Gesteinslehre, Stuttgart: Schweizerbart'sche, 1898
- H. Rosenbusch, Petrographisches Praktikum, Bonn: Krantz F. Rheinisches Mineralien Control, 1902
- H. Rosenbusch, Physiographie, Stuttgart: Nagele, 1907

## Ocenění
- 1882 – člen korespondent Akademie věd v Göttingenu[1]
- 1885 – člen Královské švédské akademie věd
- 1887 – člen korespondent Pruské akademie věd
- 1902 – člen korespondent Bavorské akademie věd
- 1903 – Wollastonova medaile
- 1904 – člen Národní akademie věd Spojených států amerických